# Rhaphidorrhynchium argyrophyllum
Rhaphidorrhynchium argyrophyllum är en bladmossart som beskrevs av Brotherus 1925. Rhaphidorrhynchium argyrophyllum ingår i släktet Rhaphidorrhynchium och familjen Sematophyllaceae. Inga underarter finns listade i Catalogue of Life.